# Korinthe (stad)

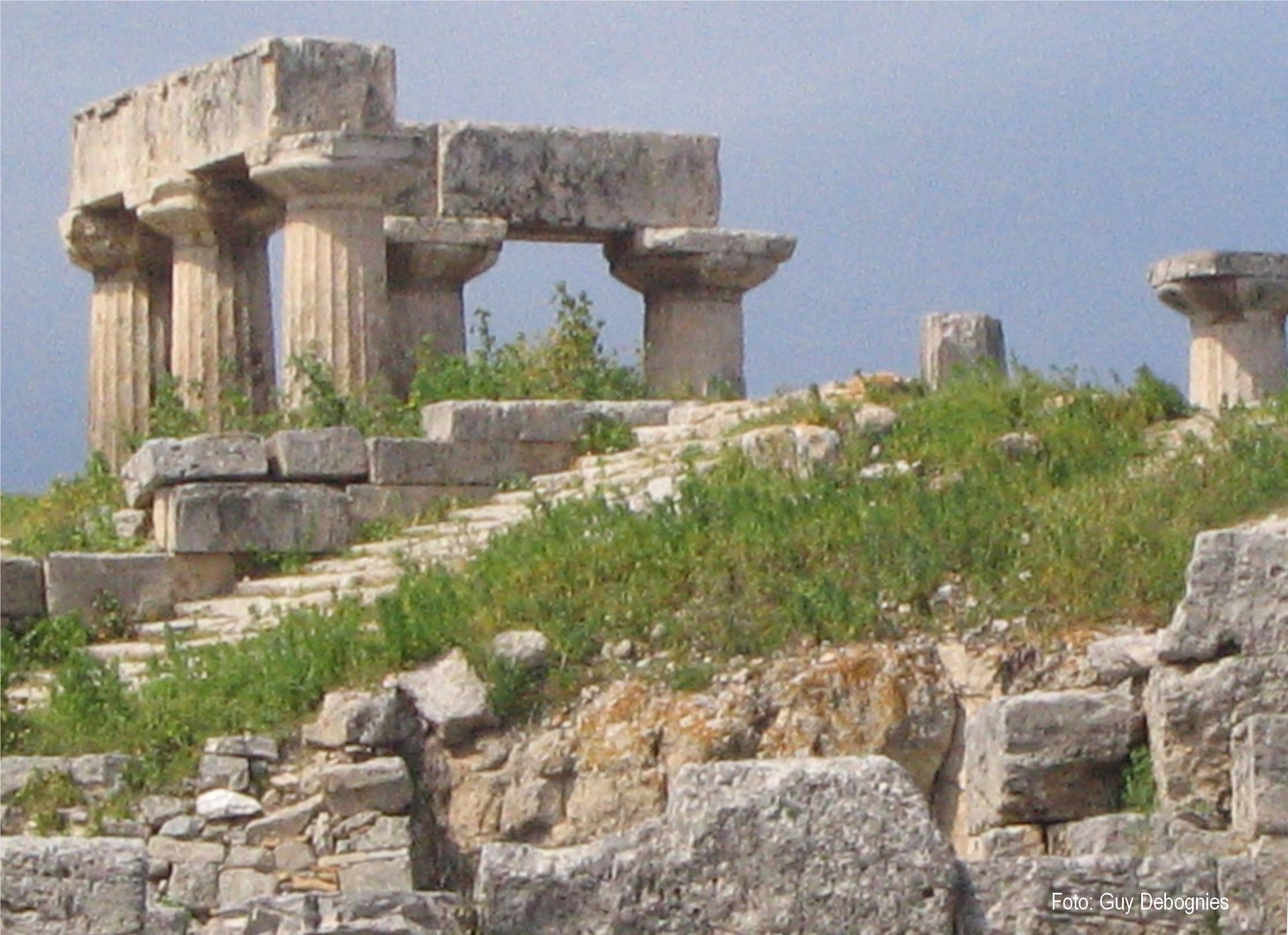
Korinthe: de ruïnes van de antieke stad

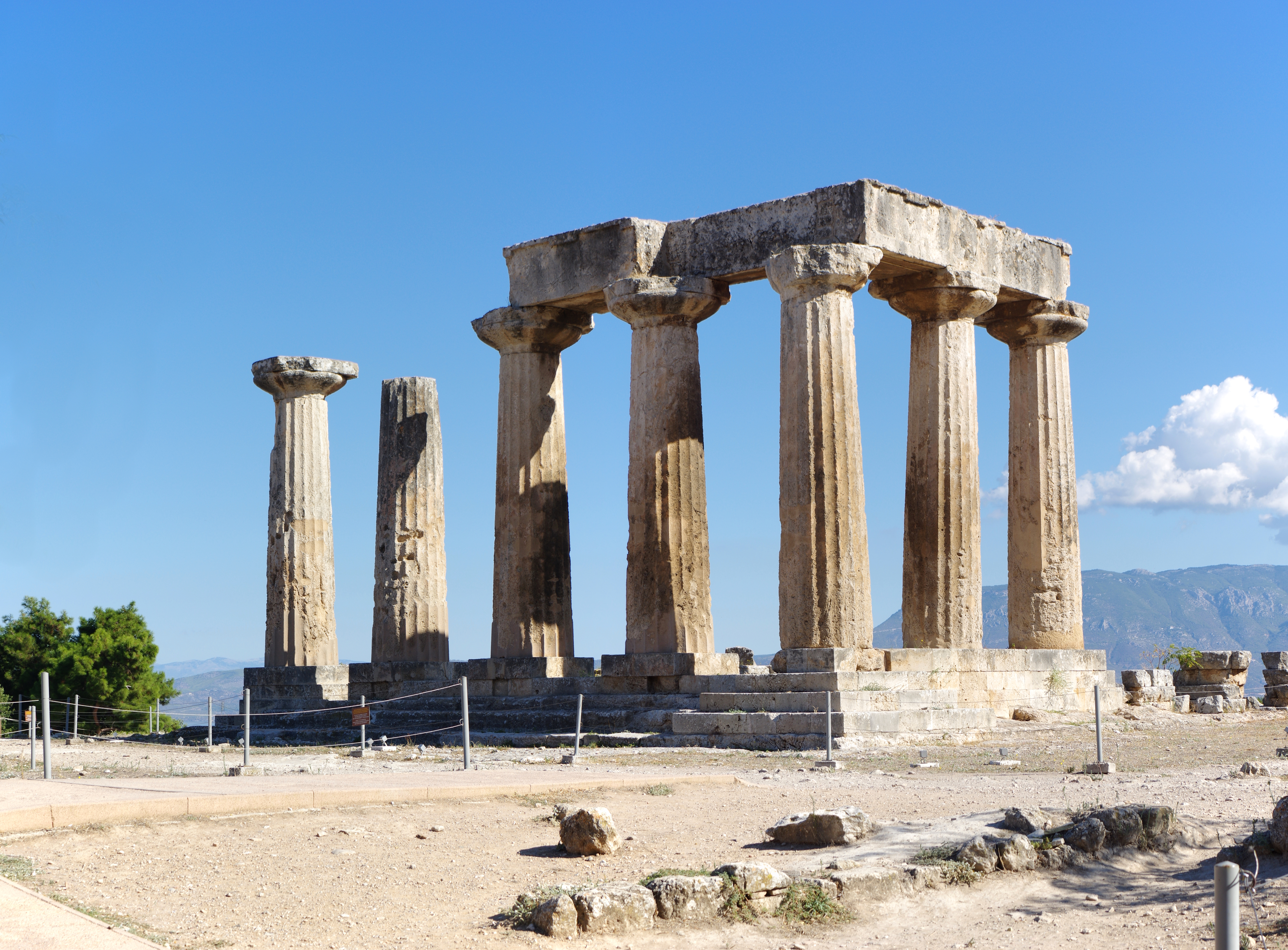
Korinthe: de zuilen van de Apollo-tempel

Korinthos (Grieks: Κόρινθος; Nederlands: Korinthe) is sinds 2011 een fusiegemeente (dimos) in de Griekse bestuurlijke regio (periferia) Peloponnesos. Het was de hoofdstad van het voormalige departement (nomos) Korinthe.
De vijf deelgemeenten (dimotiki enotita) van de fusiegemeente zijn:
- Assos-Lechaio (Άσσος-Λέχαιο)
- Korinthos (Κόρινθος), Nederlands: Korinthe
- Saroniko (Σαρωνικό)
- Solygeia (Σολύγεια))
- Tenea (Τενέα)

## Transport en economie
Bij Korinthe ligt het beroemde Kanaal van Korinthe, dat de Ionische Zee, via de Golf van Korinthe, met de Egeïsche Zee verbindt, en ervoor zorgt dat scheepvaart tussen bijvoorbeeld Piraeus en de Ionische Eilanden en Igoemenitsa niet om de Peloponnesos heen hoeft te varen, maar een veel kortere route kan volgen, noordelijk van dit schiereiland. Dankzij het Kanaal van Korinthe heeft de stad een belangrijker positie ingenomen voor de handel.
Men kan Korinthe met de trein bereiken. De oude, slechts langzaam rijdende trein, is sinds de organisatie van de Olympische Zomerspelen van 2004 in Athene vervangen door sneller vervoer, waardoor de verbinding Athene-Korinthe gevoelig verbeterd is. De trein rijdt via Korinthe door de Peloponnesos.

## Geschiedenis
Korinthe werd volgens de Griekse mythologie gesticht door Sisyphos, die ook de eerste koning van deze stad was. In de klassieke oudheid was Korinthe een zeer belangrijke stadstaat, die verschillende kolonies stichtte in de Middellandse Zee, waaronder Syracuse op Sicilië. De stad had een strategische positie doordat zij een verbinding vormde tussen Attika met Athene en de Peloponnesos, met onder meer Sparta. Ook de handel van de stad floreerde vanwege deze gunstige positie. De Romeinen verwoestten de stad na een belegering in 146 v.Chr.
In 44 v.Chr. werd de stad door Julius Caesar herbouwd en al snel groeide Korinthe uit tot de meest welvarende stad in zuidelijk Griekenland. Tevens was het de hoofdstad van de Romeinse provincie Achaea.
De stad was in deze periode beroemd vanwege de Isthmische Spelen, die er eens per twee jaar gehouden werden en in deze periode in aanzien uitsluitend overtroffen werden door de Olympische Spelen.
Korinthe is onder meer bekend geworden doordat hier rond het jaar 50 n.Chr. een christelijke gemeente werd gesticht, waar Paulus brieven naar schreef, 1 en 2 Korintiërs, onderdeel van het Nieuwe Testament.
Vanaf 1715 tot 1822 was Korinthe in handen van de Turken (Ottommaanse Rijk). Op 21 februari 1858 werd de oude stad volledig verwoest door een aardbeving met een kracht van 6,5 op de schaal van Richter. Aan de kust van de Golf van Korinthe werd de nieuwe stad Nieuw-Korinthe gesticht. Deze stad werd op 23 april 1928 ook door een aardbeving verwoest maar weer opgebouwd tot het huidige moderne Korinthe.
De archeologische vindplaats, oud Korinthe (Archaía Kórinthos, d.i. Grieks voor Antiek Korinthe), ligt dus buiten de nieuwgebouwde, moderne stad Korinthe. Van de antieke stad zijn veel overblijfselen bewaard gebleven, waaronder monolithische zuilen van de oude Apollo-tempel. In de omgeving van het oude Korinthe ligt de Akrokorinthos, de oude acropolis van de stad.

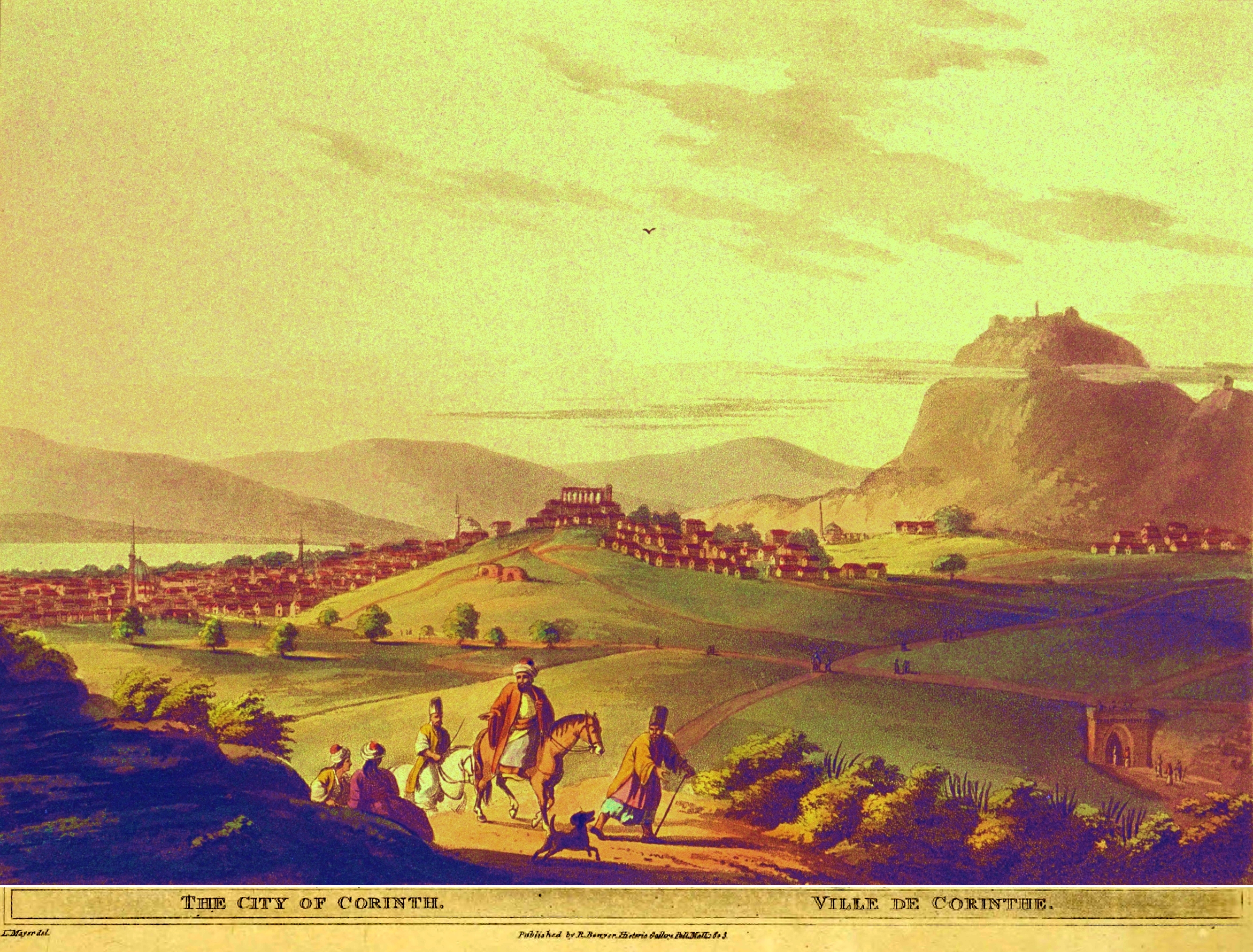
De oude stad Korinthe, uit Views in the Ottoman Empire, Luigi Mayer, 1803

## Trivia
- De naam van het druivenras Krent is afgeleid van deze stad.